# Бейкергілл
Бейкергілл (англ. Bakerhill) — місто (англ. town) в США, в окрузі Барбур штату Алабама. Населення — 211 особа (2020).

## Географія
Бейкергілл розташований за координатами 31°46′37″ пн. ш. 85°17′43″ зх. д. / 31.77694° пн. ш. 85.29528° зх. д. (31.776923, -85.295408).  За даними Бюро перепису населення США в 2010 році місто мало площу 7,13 км², уся площа — суходіл.

## Демографія
Згідно з переписом 2010 року, у місті мешкало 279 осіб у 117 домогосподарствах у складі 79 родин. Густота населення становила 39 осіб/км².  Було 149 помешкань (21/км²).
Расовий склад населення:
| - 61,6 % — білих - 35,5 % — чорних або афроамериканців - 0,7 % — корінних американців |

До двох чи більше рас належало 1,4 %. Частка іспаномовних становила 1,1 % від усіх жителів.
За віковим діапазоном населення розподілялося таким чином: 24,4 % — особи молодші 18 років, 57,0 % — особи у віці 18—64 років, 18,6 % — особи у віці 65 років та старші. Медіана віку мешканця становила 44,4 року. На 100 осіб жіночої статі у місті припадало 88,5 чоловіків;  на 100 жінок у віці від 18 років та старших — 90,1 чоловіків також старших 18 років.
Середній дохід на одне домашнє господарство  становив 42 488 доларів США (медіана — 31 875), а середній дохід на одну сім'ю — 49 960 доларів (медіана — 41 250). Медіана доходів становила 51 250 доларів для чоловіків та 30 625 доларів для жінок. За межею бідності перебувало 19,1 % осіб, у тому числі 43,2 % дітей у віці до 18 років та 3,4 % осіб у віці 65 років та старших.
Цивільне працевлаштоване населення становило 78 осіб. Основні галузі зайнятості: виробництво — 30,8 %, роздрібна торгівля — 17,9 %, освіта, охорона здоров'я та соціальна допомога — 15,4 %.